# Ha álmodni tudnál
A Ha álmodni tudnál Szécsi Pál válogatáslemeze, amelyet 2003-ban az Aréna (ARCD 2051), majd 2006-ban a Music&More adott ki CD-n.

## Az album dalai
1. Ott állt a dombtetőn - 03:11 [S.Nagy/Schöck]
2. Csend van - 02:54 [Hajnal/Payer]
3. Meddig tart egy szerelem - 02:52 [Hajdú/Vándor]
4. Nincsen barátom - 03:53 [Deák/Fülöp]
5. Ha álmodni tudnál - 02:18 [Kardos/ifj.Kalmár]
6. Azt a rózsaszín szegfűt - 02:12 [Kovács/Majláth]
7. Nincs is jobb a szerelemnél - 02:37 [Fülöp/Németh]
8. Meg akarom váltani a világot - 01:55 [Auth/S.Nagy]
9. A szélrózsa minden irányában - 02:27 [Mészáros]
10. És jött egy lány - 03:04 [Bágya/Huszár]
11. Kőbölcső - 02:28 [S.Nagy/Tamássy]
12. Ne szeress belém - 02:52 [Mészáros]
13. Texas - 02:12 [G.Dénes/Katz]
14. Ha nem vagy velem - 03:40 [Bardotti/Endrigo/Vándor]
15. Csak mész - 02:37 [Mészáros]
16. Legénybúcsú - 02:07 [Angyalosi/Varsányi]